# Pavé du Moulin-de-Vertain
Der Sektor Pavé du Moulin-de-Vertain ist ein 500 Meter langer mit Kopfsteinen gepflasterter Weg, welcher bei Paris–Roubaix von Templeuve-en-Pévèle in nordwestlicher Richtung nach Cysoing befahren wird.

## Charakteristik
Der Sektor Pavé du Moulin-de-Vertain ist ein Teil des Chemin de Vertain, einer ehemaligen Landstraße zwischen Templeuve und dem Weiler Wachemy. Benannt ist er nach der markanten Windmühle entlang des Wegs, deren Flügel anlässlich der Rennen regelmäßig mit Bannern geschmückt werden. Das Kopfsteinpflaster beginnt auf Höhe der Mühle. An dieser Stelle steht seit 2013 ein vom Bildhauer Renaud Masquelier geschaffener, überdimensionaler Pflasterstein als Hinweis auf Paris–Roubaix. Auf einer Stele neben dem Stein sind die Gewinner des Rennens verzeichnet.
Der Sektor ist aufgrund seiner geringen Länge und dem leichten Gefälle relativ einfach. Da das Kopfsteinpflaster jedoch sehr schlecht ist, beträgt der aktuelle Schwierigkeitsgrad zwei Sterne. Aufgrund dem geringen Abstand zwischen diesem Sektor und dem Sektor Pavé de l’Épinette teilen sich beide die Sektornummer 8. Etwa einen Kilometer nach dem Sektor passieren die Fahrer mit dem Pavé de Wachemy einen kurzen, nicht nummerierten Kopfsteinabschnitt.

## Geschichte
Anscheinend war dieser Sektor bis Anfang der 2000er Jahre unbekannt und wurde aufgrund von Hinweisen von einer Anwohnerin wieder freigelegt und seitdem regelmäßig bei Paris–Roubaix befahren. Seit 2005 wurden immer wieder Teile des Sektors durch die Les Amis de Paris–Roubaix restauriert, so wie 2005 das Kopfsteinpflaster von feinem Schotter befreit wurde, 2014 die letzten 100 m² des Sektors und im Jahre 2017 einige Meter des Sektors. 2018 passierte die 9. Etappe der Tour de France den Sektor.

## Bildergalerie

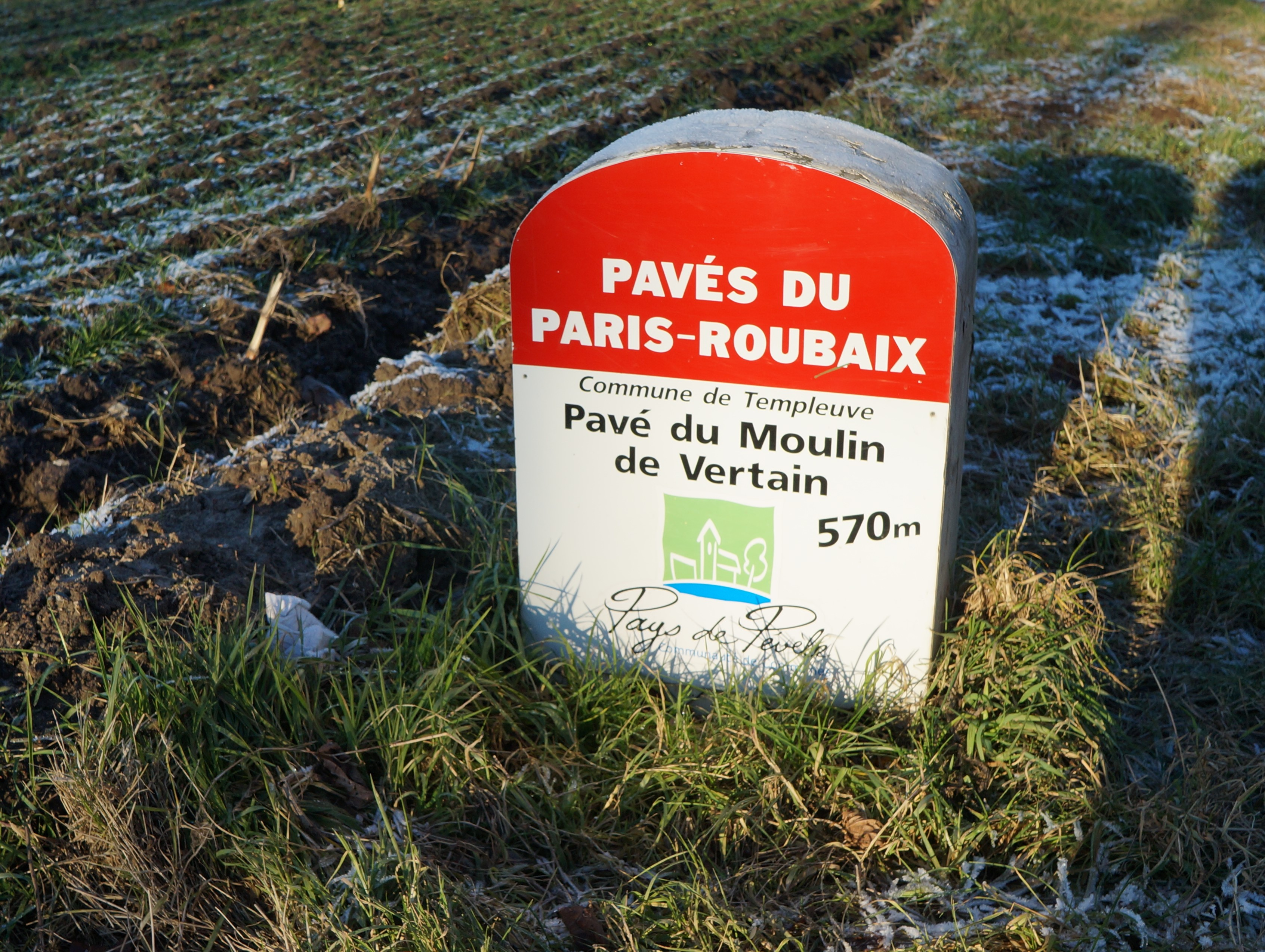
Beginn Sektor Pavé du Moulin-de-Vertain
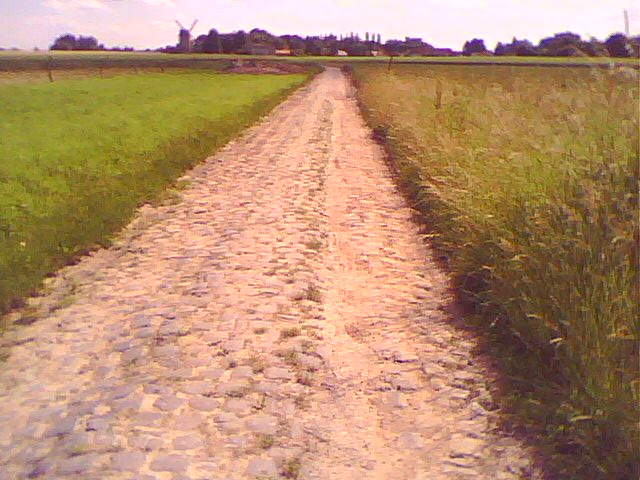
Blick auf die Strecke in Richtung Cysoing
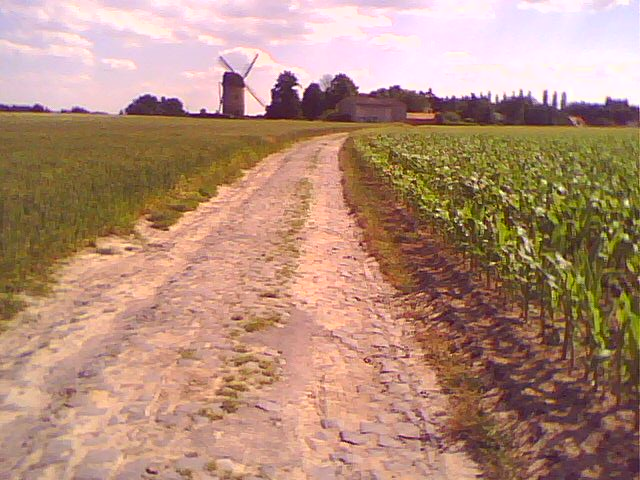
Blick auf die Strecke in Richtung Moulin-de-Vertain
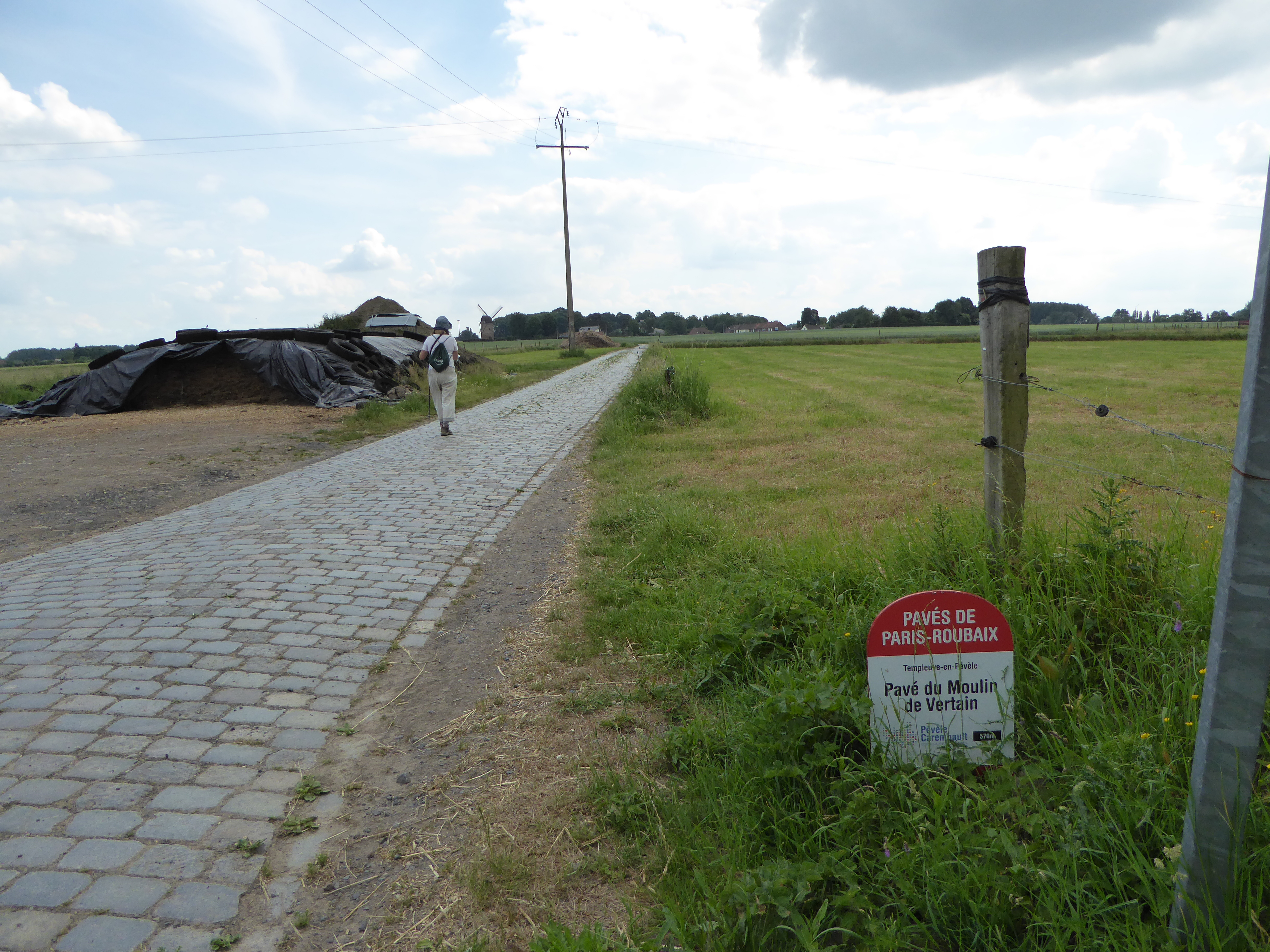
Ende Sektor Pavé du Moulin-de-Vertain
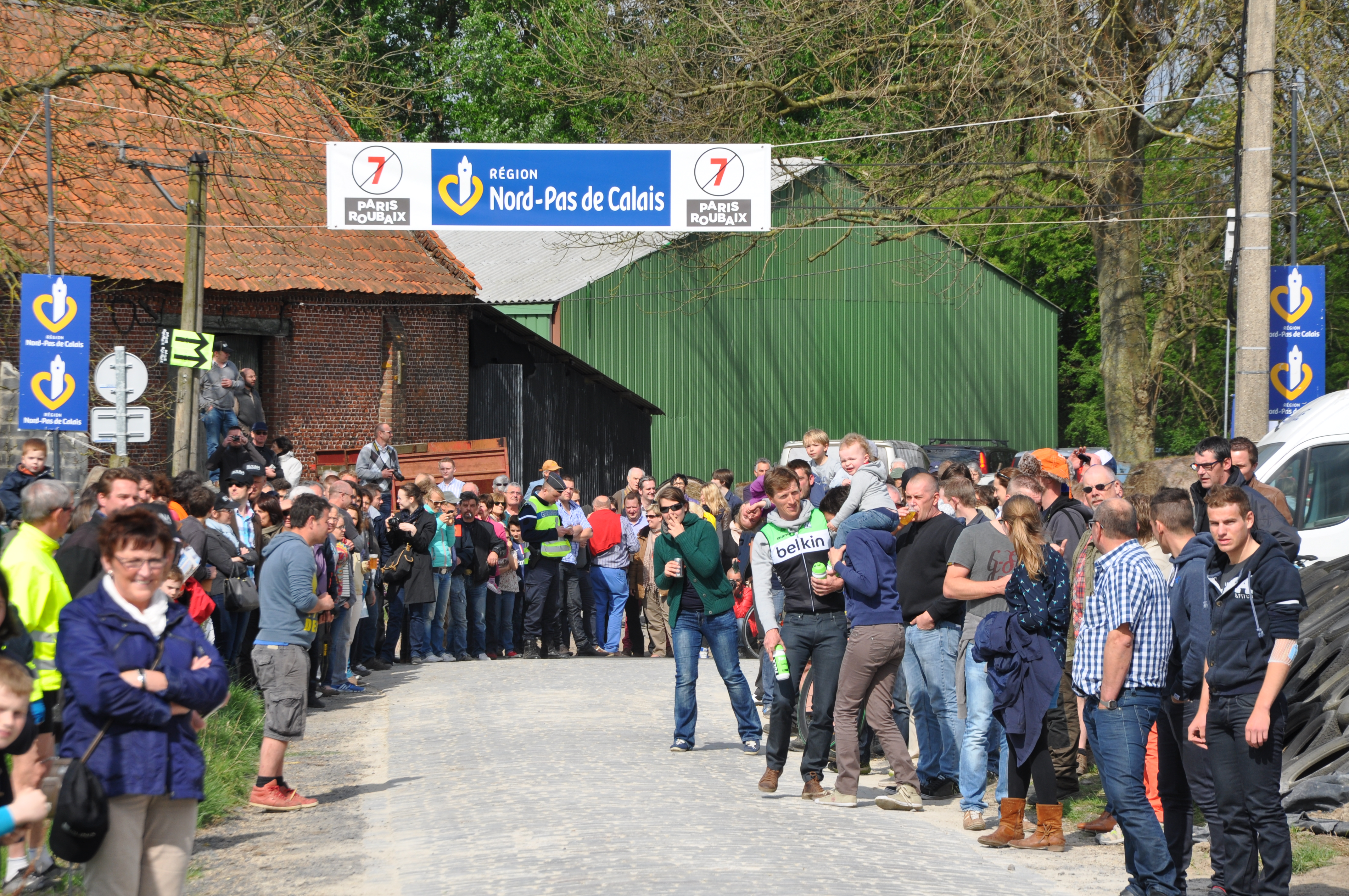
Ende Sektor Pavé du Moulin-de-Vertain bei Paris–Roubaix 2014
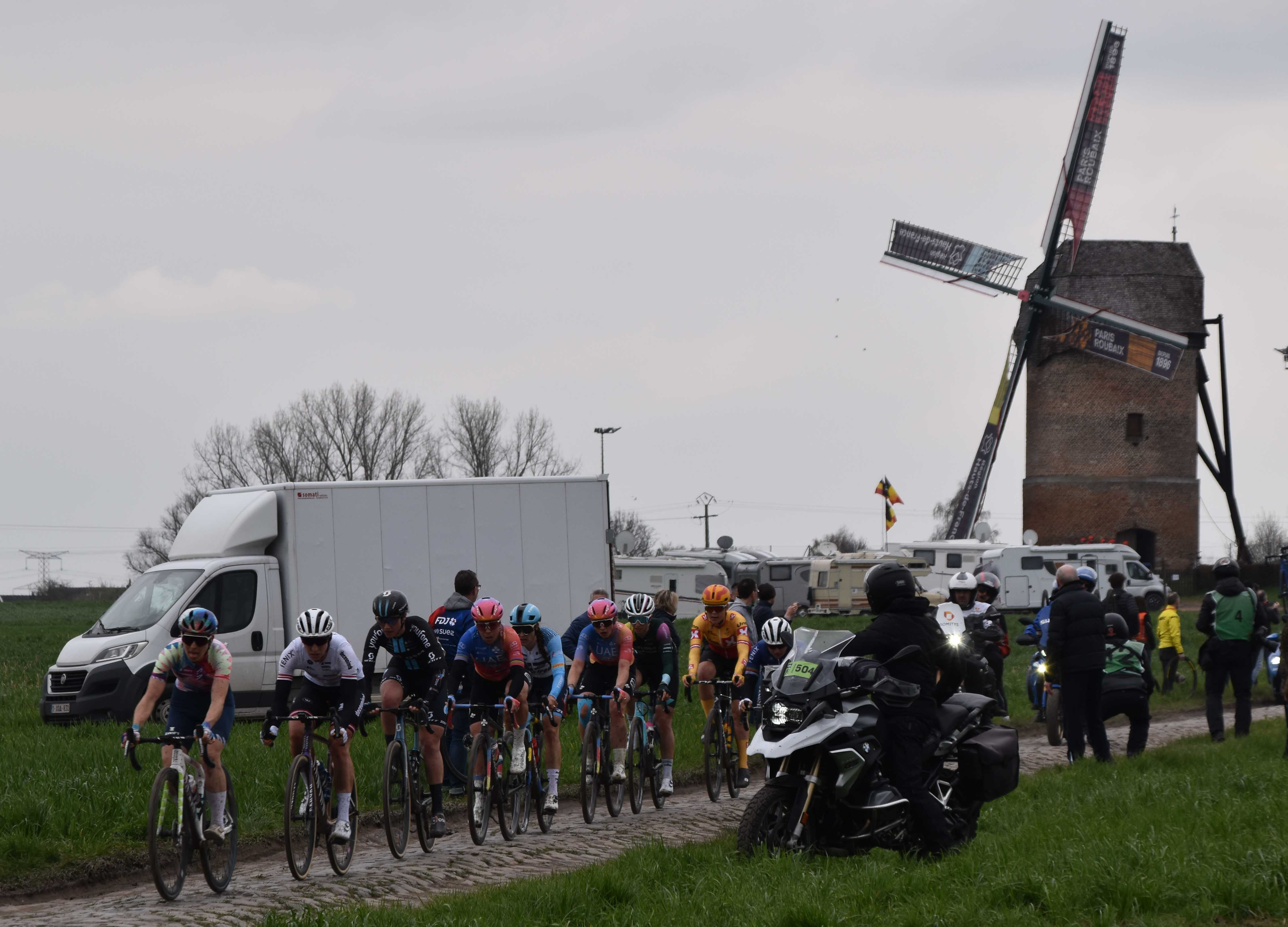
Verfolgerfeld bei Paris–Roubaix Femmes 2023